# Hector (Minnesota)
Hector és una població dels Estats Units a l'estat de Minnesota. Segons el cens del 2000 tenia 1.166 habitants.

## Demografia
Segons el cens del 2000, Hector tenia 1.166 habitants, 509 habitatges, i 320 famílies. La densitat de població era de 292,3 habitants per km².
Dels 509 habitatges en un 28,9% hi vivien nens de menys de 18 anys, en un 50,3% hi vivien parelles casades, en un 9,4% dones solteres, i en un 37,1% no eren unitats familiars. En el 33,6% dels habitatges hi vivien persones soles el 20,4% de les quals corresponia a persones de 65 anys o més que vivien soles. El nombre mitjà de persones vivint en cada habitatge era de 2,29 i el nombre mitjà de persones que vivien en cada família era de 2,9.
Per edats la població es repartia de la següent manera: un 25,5% tenia menys de 18 anys, un 6,4% entre 18 i 24, un 26,2% entre 25 i 44, un 21,6% de 45 a 60 i un 20,2% 65 anys o més.
L'edat mediana era de 40 anys. Per cada 100 dones de 18 o més anys hi havia 84,9 homes.
La renda mediana per habitatge era de 33.000 $ i la renda mediana per família de 41.477 $. Els homes tenien una renda mediana de 30.625 $ mentre que les dones 22.159 $. La renda per capita de la població era de 18.406 $. Entorn del 6,5% de les famílies i el 8,4% de la població estaven per davall del llindar de pobresa.

## Poblacions més properes
El següent diagrama mostra les poblacions més properes.